# Поляна (Смолянська область)
Поля́на (болг. Поляна) — село в Смолянській області Болгарії. Входить до складу общини Рудозем.

## Населення
За даними перепису населення 2011 року у селі проживала 91 особа, усі — болгари.
Розподіл населення за віком у 2011 році:
Динаміка населення: